# Matèria bariònica

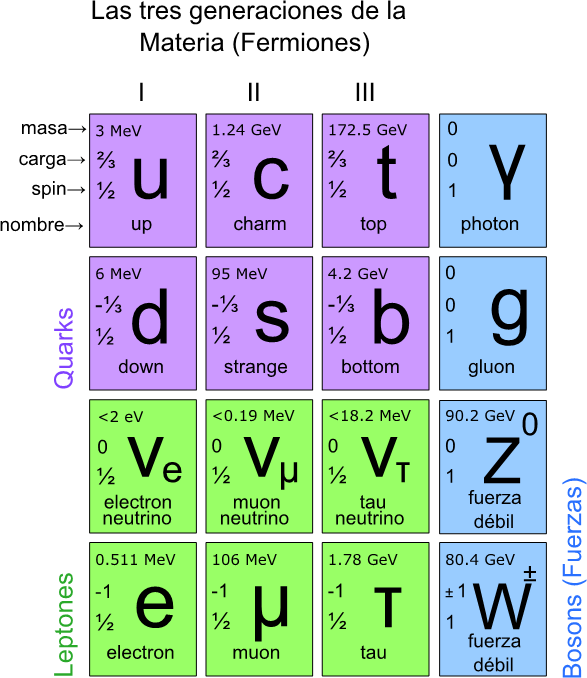
Nom i càrrega elèctrica dels components de la matèria.

En cosmologia es considera matèria bariònica tota forma de matèria constituïda per barions i leptons (a excepció de determinats tipus de neutrins). És a dir, és la matèria que forma tot el que ens envolta i podem veure, inclosos nosaltres mateixos.
Segons càlculs recents, la matèria bariònica constitueix solament el 4% de la densitat de l'univers. Un 23% està format per matèria fosca i el 73% restant per l'energia fosca.